# Corée du Sud aux Jeux olympiques d'hiver de 1948
Cet article contient des informations sur la participation et les résultats de la Corée du Sud aux Jeux olympiques d'hiver de 1948 à Saint-Moritz en Suisse. La Corée du Sud était représentée par 3 athlètes. Cette participation a été la première de la Corée du Sud aux Jeux olympiques. La délégation sud-coréenne n'a pas récolté de médaille.